# Saptha aeolodoxa
Saptha aeolodoxa är en fjärilsart som beskrevs av Edward Meyrick 1928. Saptha aeolodoxa ingår i släktet Saptha och familjen gnidmalar. Inga underarter finns listade i Catalogue of Life.